# Stenasellus javanicus
Stenasellus javanicus är en kräftdjursart som beskrevs av Guy Magniez och Rahmadi 2006. Stenasellus javanicus ingår i släktet Stenasellus och familjen Stenasellidae. Inga underarter finns listade i Catalogue of Life.